# IPhone
 Ovo je glavno značenje pojma IPhone. Za druga značenja pogledajte IPhone (razdvojba).
iPhone (iPhone 2G) prvi je mobilni telefon tvrtke Apple. Karakterizira ga kapacitivni multi-touch zaslon osjetljiv na dodir pomoću kojeg se upravlja telefonom i unosi tekst s obzirom na to da ne posjeduje fizičku tipkovnicu nego virtualnu. 
iPhone je sadržavao internet preglednik Mobile Safari, po čemu se razlikovao od dotadašnjih mobilnih telefona. Osim GSM/GPRS/EDGE spojivosti također ima ugrađeni Wi-Fi modul koji podržava (802.11b/g) standarde, te Bluetooth 2.0 EDR+ koji se može koristiti isključivo za prijenos audio signala. Posjeduje kameru od 2 megapixela te službeno ne podržava video snimanje iako postoje neslužbeni načini da se doda mogućnost video snimača.
Dijagonala zaslona je 3,5 inča pri rezoluciji od 480x320 pixela i 163 PPI (pixels per inch). Zaslon koristi Multi-Touch tehnologiju koja omogućava bilježenje dodira na više točaka odjednom. Zaslon osjetljiv na dodir koristi rezistivnu tehnologiju za bilježenje dodira na samom zaslonu promjenom napona na samom ekranu prilikom dodira prsta. iPhone također sadrži više različitih senzora kao što je senzor za svijetlo koji automatski prilagođava osvjetljenje na ekranu vanjskim prilikama, te senzor za blizinu koji gasi zaslon kada se telefon prinese na uho. Posjeduje i automatski žiroskop koji detektira usmjerenje i inklinaciju samog uređaja te prema tome prilagođava prikaz na zaslonu.
U početku su bila predstavljena dva modela 4GB i 8GB da bi se s vremenom 4GB model ukinuo te uveo onaj od 16 GB
U prodaju je krenuo 29. lipnja 2007. godine a prestao se prodavati 11. srpnja 2008. godine kada je zamijenjen novom verzijom nazvanom iPhone 3G.
S iPhone-om je predstavljena i potpuno nova mobilna platforma zvana OS X iPhone baziran na Mac OS X operativnom sustavu, prilagođenom za mobilne uređaje koja je do danas doživjela pet iteracije. Peta verzija tog mobilnog operativnog sustava je puštena u opticaj u listopadu 2011 godine.

## Nasljednici

### iPhone 3G
iPhone 3G u odnosu na prvi iPhone (iPhone 2G) donosi bolje hardverske karakteristike i dolazi s novom verzijom operacijskog sustava OS X iPhone 2.0 (ili iPhone OS 2.0) koji će kasnije biti dostupan i za prvu generaciju iPhone-a. iPhone 3G predstavljen je 11. srpnja 2008.

### iPhone 3GS
iPhone 3GS treća je generacijs iPhone-a najavljena na WWDC-u 2009. iPhone 3GS dolazi s poboljšanim hardverskim karakteristikama u odnosu iPhone 3G i s novim iPhone OS-om 3.0. Vizualno je identičan  iPhone-u 3G. iPhone 3GS donosi novi 600 MHz procesor, 256 MB RAM-a, 3 MPx kameru, kompas i bateriju većeg kapaciteta.

### iPhone 4
iPhone 4 četvrta je generacija iPhone-a predtavljena na WWDC-u 2010. U odnosu na prethodnu generaciju, značajno je redizajniran. iPhone 4 je 24% tanji od iPhone-a 3GS i donosi bolje hardverske karakteristike.

### iPhone 4S
Iako iPhone 4S izgleda kao njegov prethodnik, mnogo je brži i napredniji. Glavna novost prilikom objavljivanja iPhone-a 4S bio je virtualni glasovni asistent Siri. Kao i iPhone 4, iPhone 4S koristi isti ekran dijagonale 3.5 inča s rezolucijom 960 x 640 piksela čija gustoća iznosi 326 ppi. iPhone 4s također ima dva mikrofona od kojih se jedan koristi za uklanjanje šuma. Obje verzije imaju dvije antene za različite frekvencije mobilnih operatera integrirane u "metalne prstene" oko samog uređaja. iPhone 4s posjeduje dvije kamere. Stražnja kamera je rezolucije 8 MP i može snimati video zapise Full HD rezolucije brzinom od 30 sličica u sekundi. Prednja kamera je VGA rezolucije. 
Od ostalih specifikacija izdvaja se Appleov A5 mobilni procesor koji ga pogoni te ugrađenih 512 MB RAM memorije. Dolazi u 4 različita kapaciteta za pohranu podataka: 8, 16, 32 te 64 GB.

### iPhone 5
iPhone 5 specifičan je po tome što je prvi puta u povijesti proizvodnje iPhone uređaja predstavljena nova dijagonala ekrana od 4 inča čija rezolucija je 1136x640. Gustoća piksela iznosi 326 ppi. iPhone 5 pokreće dvojezgreni Apple A6 procesor s radnim taktom od 1.3 GHz te 1 GB RAM memorije. Dolazi u 3 različita kapaciteta za pohranu podataka: 16, 32 te 64 GB. iPhone 5 karakterizira potpuno novi lightning konektor za punjenje i transfer podatka za razliku od prethodnih 30-pinskih konektora. 

### iPhone 5S
iPhone 5S, u odnosu na iPhone 5, donosi novi 64-bitni A7 procesor koji je, prema Apple-u, 6 puta brži od prethodnog A6 procesora. iPhone 5S donosi i TouchID senzor za otiske prsta koji se sad nalazi u Home tipki. Nova 8 MPx Sight kamera ima 15% veći senzor od kamere na iPhone-u 5. Na iPhone-u 5S se nalazi nova i poboljšana prednja FaceTime kamera HD rezolucije snimanja video zapisa i rezolucije 1.2 Mpx. iPhone 5S pdržava u više 4G LTE frekvencija i dolazi s novim iOS-om 7. Baterija je također poboljšana.

### iPhone 5c
iPhone 5c predstavljen je kao jeftinija verzija iPhonea 5 (s istim tehničkim karakteristikama) čije je glavno obilježje stražnje kučište napravljeno od polikarbonata za razliku od ostalih modela koji imaju kombinaciju stakla i metala. Dostupne boje su: bijela, ružičasta, plava, zelena i žuta.

### iPhone 6
iPhone 6 karakterizira veći ekran nego što su imali njegovi prethodnici - 5, 5c i 5s. Dijagonala od 4.7 inča s rezolucijom od 1334 x 750 pruža gustoću piksela od 326 ppi. Nova Full HD kamera sposobna je snimati u 60 sličica u sekundi te snimati usporene snimke od 240 sličica u sekundi kako bi generirala “slow-motion” video klipove u rezoluciji od 720p. iPhone 6 također karakterizira i poboljšani audio pozivi zbog LTE povezivanja. Za glatke performanse zadužen je novi Appleov A8 64-bitni dvojezgreni procesor, frekvencije 1,4 GHz, koji je prema arhitekturi sličan procesorima kakve možemo pronaći u današnjim desktop računalima, te s 1 GB RAM memorije.

### iPhone 6 Plus
iPhone 6 Plus, za razliku od iPhone-a 6, ima 5.5 inčni zaslon rezolucije 1920 x 1080 piksela. iPhone 6 Plus ima i veću bateriju (kapaciteta 2915 mAh) od iPhone 6 (1810 mAh). iPhone 6 i 6 Plus dolaze u verzijama od 16, 64 i 128 GB.

### iPhone 6s
iPhone 6s ima 4.7 inčni zaslon rezolucije 750 x 1334 piksela. iPhone 6s ima 12MP kameru koja može snimati video i slike do 2160p kvalitete i prednju kameru 5MP. U iPhone-u 6s je dodana jedinstvena tehnologija 3D Touch-a kao i poboljšan skener otiska prsta. Baterija je veličine 1715 mAh(6.91 Wh). Sadrži 2GB radne memorija i mogućnosti memorije su 16/32/64/128GB. 

### iPhone 6s Plus
iPhone 6s Plus ima 5.5 inčni zaslon rezolucije 1080 x 1920 piksela. iPhone 6s Plus ima 12MP kameru koja može snimati video i slike do 2160p kvalitete i prednju kameru 5MP. U iPhone-u 6s Plus također sadrži tehnologiju 3D Touch-a kao i poboljšan skener otiska prsta.(i u svim daljnjim modelima). Baterija je veličine 2750 mAh(10.45 Wh). Sadrži 2GB radne memorija i mogućnosti memorije su 16/32/64/128GB. 

### iPhone 7
iPhone 7 proizveden je 2016 godine. Ima 4.7 inči zaslon rezolucije 750 x 1334 piksela. Visina iPhone-a 7 je 138.3 mm, širine 67.1, debljina 7.1 mm, a teži 138 g. iPhone ima kameru od 12MP moguće je snimat videa rezolucije 3840 x 2160 pixels8.29 MP, kamera ima mogućnost autofocus-a, digital zoom, geotagging, HDR, face detection, ISO settings, self-timer, macro mode. Prednja kamera ima rezoluciju 7MP fotografije, a rezolucija videa je 1920 x 1080 pixels2.07 MP. Kapacitet baterije je 1960 mAh,a vrsta je litij lonska baterija. Ima internu memoriju od 32 GB, 128 GB i 256 GB. Dostupan je u crnoj, srebrnoj, rozo-zlatnoj, zlatnoj i crvenoj boji. Otporan je na prskanje, vodu i prašinu.

### iPhone 7 Plus
iPhone 7 Plus proizveden je 2016 godine. Ima 5.5 inči zaslon rezolucije 1080 x 1920 piksela. Visina iPhone-a je 158.2 mm, širine 77.9 mm, debljina 7.3mm, a teži 188g. Kamera je od 12MP, moguće je snimati videa rezolucije 3840 x 2160 pixels8.29 MP. Mogućnost kamere je autofocus, digital zoom, optical image stabilization, panorama, touch focus, white balance settings, exposure compensation, scene mode, RAW. Na prednjoj kameri rezolucija fotografije je 7MP, a videa 1920 x 1080 pixels2.07 MP. Kapacitet baterije je 3100 mAh, a vrsta je litij lonska braterija. Interna memorija je 32 GB, 128 GB i 256 GB. Dostupan je u crnoj, srebrnoj, rozo-zlatnoj, zlatnoj i crvenoj boji. 

### iPhone 8
Godina izlaska na tržište iPhone-a 8 je 2017. Ima kapacite od 64, 128, 256 GB. Dostupan je u sljedećim bojama zlatna, srebrna, svemirsko siva, (product) red. Zaslon je od 4,7 inča (dijagonalno). Staklena prednja strana plošna je i ima zaobljene rubove. Poleđina je od stakla, uokvirena anodiziranim aluminijem. Bočna tipka nalazi se na desnoj strani uređaja. Uređaj ima tvrdu tipku Home s Touch ID-om. Na poleđini se nalazi Quad-LED True Tone bljeskalica. Na desnoj strani nalazi se utor za SIM karticu u koji se umeće 4FF („Fourth Form Factor”) nano SIM kartica. IMEI je ugraviran na utoru za SIM karticu.

### iPhone 8 Plus
Godina izlaska na tržište iPhone-a 8 Plus je 2017. Ima kapacite od 64, 128, 256 GB. Dostupan je u sljedećim bojama zlatna, srebrna, svemirsko siva, (product) red. Zaslon je od 5,5 inča (dijagonalno). Staklena prednja strana plošna je i ima zaobljene rubove. Poleđina je od stakla, uokvirena anodiziranim aluminijem. Bočna tipka nalazi se na desnoj strani uređaja. Uređaj ima tvrdu tipku Home s Touch ID-om. Na poleđini se nalaze širokokutna i telefoto kamera od 12 MP. Na poleđini se nalazi Quad-LED True Tone bljeskalica. Na desnoj strani nalazi se utor za SIM karticu u koji se umeće 4FF („Fourth Form Factor”) nano SIM kartica. IMEI je ugraviran na utoru za SIM karticu.

### iPhone X
Godina izlaska na tržište iPhone X je 2017. Kapacitet: 64, 256 GB. Dostupan u bojama: srebrna, svemirsko siva. iPhone X ima 5,8-inčni1  zaslon Super Retina od ruba do ruba. Poleđina je od stakla, uokvirena nehrđajućim čelikom. Bočna tipka nalazi se na desnoj strani uređaja. Na poleđini se nalaze širokokutna i telefoto kamera od 12 MP. Na poleđini se nalazi Quad-LED True Tone bljeskalica. Na desnoj strani nalazi se utor za SIM karticu u koji se umeće 4FF („Fourth Form Factor”) nano SIM kartica. IMEI je ugraviran na utoru za SIM karticu. 

### iPhone XR
Godina izlaska na tržište je 2018. Kapacitet: 64, 128, 256 GB. Dostupan je u sljedećim bojama crna, bijela, plava, žuta, koraljna, (product)red. iPhone XR ima 6,1-inčni1 zaslon Liquid Retina. Poleđina je od stakla, uokvirena anodiziranim aluminijem. Bočna tipka nalazi se na desnoj strani uređaja. Na stražnjoj se strani nalazi širokokutna kamera od 12 MP. Na poleđini se nalazi Quad-LED True Tone bljeskalica. Na desnoj strani nalazi se utor za SIM karticu u koji se umeće 4FF („Fourth Form Factor”) nano SIM kartica. IMEI je ugraviran na utoru za SIM karticu.

### iPhone XS
Godina izlaska na tržište je 2018. Kapacitet: 64, 256, 512 GB. Dostupan je u sljedećim bojama srebrna, svemirsko siva, zlatna.  iPhone XS ima 5,8-inčni zaslon Super Retina od ruba do ruba. Poleđina je od stakla, uokvirena nehrđajućim čelikom. Bočna tipka nalazi se na desnoj strani uređaja. Na poleđini se nalaze širokokutna i telefoto kamera od 12 MP. Na poleđini se nalazi Quad-LED True Tone bljeskalica. Na desnoj strani nalazi se utor za SIM karticu u koji se umeće 4FF („Fourth Form Factor”) nano SIM kartica. IMEI je ugraviran na utoru za SIM karticu.

### iPhone XS Max
Godina izlaska na tržište je 2018. Kapacitet: 64, 256, 512 GB. Dostpan je u sljedećim bojama srebrna, svemirsko siva, zlatna. iPhone XS Max ima 6,5-inčni zaslon Super Retina od ruba do ruba. Poleđina je od stakla, uokvirena nehrđajućim čelikom. Bočna tipka nalazi se na desnoj strani uređaja. Na poleđini se nalaze širokokutna i telefoto kamera od 12 MP. Na poleđini se nalazi Quad-LED True Tone bljeskalica. Na desnoj strani nalazi se utor za SIM karticu u koji se umeće 4FF („Fourth Form Factor”) nano SIM kartica.IMEI je ugraviran na utoru za SIM karticu. 

### iPhone 11
Godina izlaska na tržište je 2019. Kapacitet: 64, 128, 256 GB. Dostupan je u sljedećim bojama ljubičasta, zelena, žuta, crna, bijela, (product ) red.iPhone 11 ima 6,1-inčni zaslon Liquid Retina. Poleđina je od stakla, uokvirena anodiziranim aluminijem. Bočna tipka nalazi se na desnoj strani uređaja. Na stražnjoj strani nalaze se dvije 12MP kamere: Ultra Wide i Wide. Na poleđini se nalazi Dual-LED True Tone bljeskalica. Na desnoj strani nalazi se utor za SIM karticu u koji se umeće 4FF („Fourth Form Factor”) nano SIM kartica. IMEI je ugraviran na utoru za SIM karticu. 

### iPhone 11 Pro
Godina izlaska na tržište je 2019. Kapacitet: 64, 256, 512 GB. Dostupan je u sljedećim bojama srebrna, svemirsko siva, zlatna, ponoćno zelena. iPhone 11 Pro Max ima 6,5-inčni zaslon Super Retina XDR od ruba do ruba. Poleđina je od teksturiranog mat stakla, uokvirena nehrđajućim čelikom. Bočna tipka nalazi se na desnoj strani uređaja. Na stražnjoj strani nalaze se tri 12MP kamere: Ultra Wide, Wide i Telephoto. Na poleđini se nalazi Dual-LED True Tone bljeskalica. Na desnoj strani nalazi se utor za SIM karticu u koji se umeće 4FF („Fourth Form Factor”) nano SIM kartica. IMEI je ugraviran na utoru za SIM karticu.

## Ostala svojstva (iPhone 2G)
- Bluetooth 2.0 EDR - samo za audio
- Wi-Fi (802.11 b/g)
- EDGE
- Visual Voicemail
- SMS i e-mail

## Tehničke karakteristike (iPhone 2G)
- Ekran:  multi-touch screen, 16M boja, 320X480 pixela, 3,5 inča, senzori za auto rotaciju, senzor za automatsko gašenje ekrana
- 8 GB memorije
- GPRS, EDGE, Wi-Fi 802.11 b/g, Bluetooth 2,0, USB 2,0
- HTML (Safari Browser), E-mail
- 2 MP kamera
- Google Maps, iPod, Kalendar, Editor slika
- Trajanje baterije: 24 sata korištenja za slušanje glazbe

## Vanjske poveznice
- iPhone službena stranica
- Magazin za iPhone korisnike  Arhivirana inačica izvorne stranice od 12. veljače 2018. (Wayback Machine)
- T-Mobile iPhone - službeni operater u HR  Arhivirana inačica izvorne stranice od 11. kolovoza 2011. (Wayback Machine)
- Prva Hrvatska stranica namijenjena isključivo za iPhone korisnike  Arhivirana inačica izvorne stranice od 11. siječnja 2012. (Wayback Machine)